# Mosambikanisch-osttimoresische Beziehungen
Die Staaten Osttimor und Mosambik unterhalten freundschaftliche Beziehungen.

## Geschichte

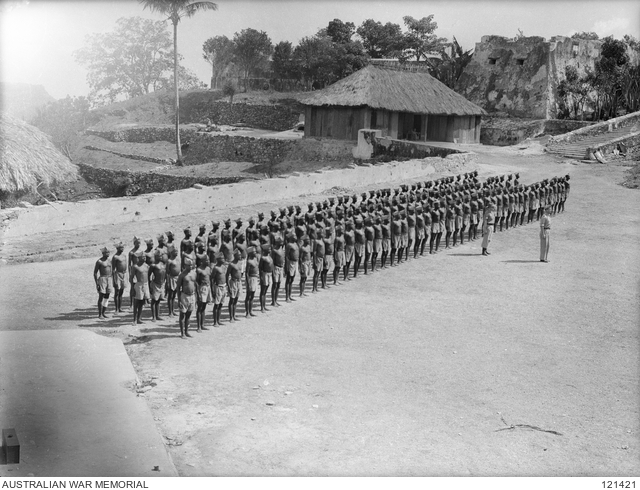
Mosambikanische Kolonialsoldaten in Portugiesisch-Timor (1945)

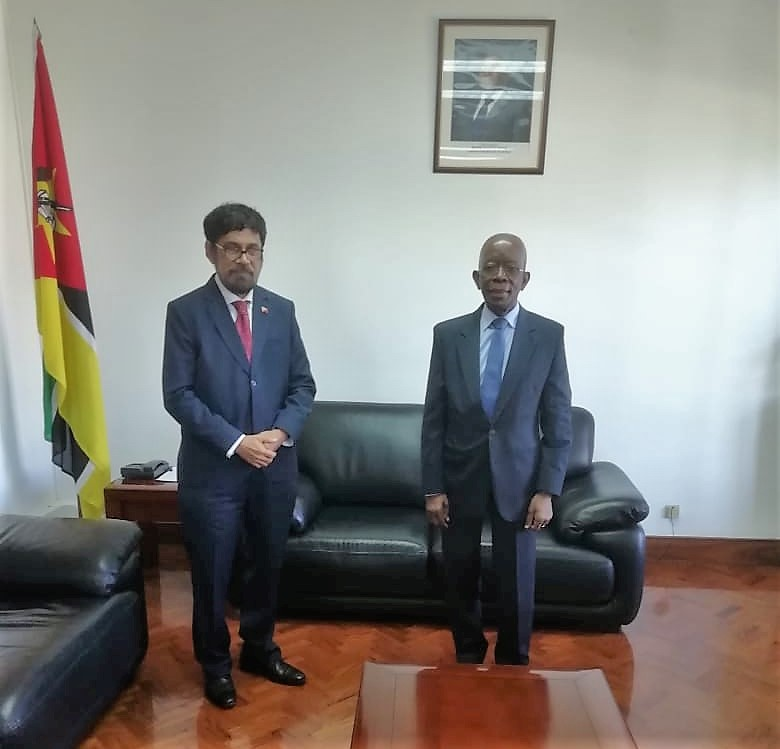
Botschafter Francisco Miranda Branco und Premierminister Adriano Maleiane (2022)

Mosambik und Osttimor sind beides ehemalige Kolonien Portugals und Mitglieder der Gemeinschaft der Portugiesischsprachigen Länder (CPLP). In der portugiesischen Kolonialzeit gab es eine kleine mosambikanische Minderheit in Portugiesisch-Timor. Die meisten dienten als Soldaten der Kolonialmacht, einige der Mosambikaner waren nach Timor ins Exil geschickt worden, nachdem sie sich für die Unabhängigkeit Portugiesisch-Ostafrikas eingesetzt hatten. Teilweise hatte diese Bewegung auch Vorbildcharakter für die osttimoresische Nationalbewegung. So verbrachte der Osttimorese José Ramos-Horta von 1970 bis 1971 sein Exil in Mosambik.
Während Mosambik am 25. Juni 1975 in die Unabhängigkeit entlassen wurde, rief die FRETILIN in Osttimor am 28. November 1975 zunächst einseitig die Unabhängigkeit aus. Mosambik gehörte zu den nur zwölf Staaten, die Osttimor als Staat anerkannten. Wenige Tage später begann Indonesien mit der offenen Invasion Osttimors und hielt das Land 24 Jahre lang besetzt. Zahlreiche FRETILIN-Aktivisten fanden Asyl in Mosambik, so Ana Pessoa Pinto, Gregório de Sousa und Madalena Boavida. Roque Rodrigues hatte als offizieller Vertreter der FRETILIN den Status als Botschafter Osttimors. Auch Marí Alkatiri, der Außenminister der Exilregierung der FRETILIN, lebte in Maputo. Diese Exilantengruppe hat noch heute großen Einfluss in Osttimors Politik und wird allgemein als Maputo-Gruppe bezeichnet. Zur Unterstützung Osttimors entstand in Mosambik die Associação Moçambicana por Timor (AMOTIL).
Die Unabhängigkeit Osttimors wurde am 20. Mai 2002 wieder hergestellt. Polizeibeamte aus Mosambik nahmen an der Übergangsverwaltung der Vereinten Nationen für Osttimor (UNTAET) teil.
Nach den Zerstörungen durch den Zyklon Idai 2019 spendete Osttimor dem betroffenen Mosambik eine Million US-Dollar.

## Diplomatie

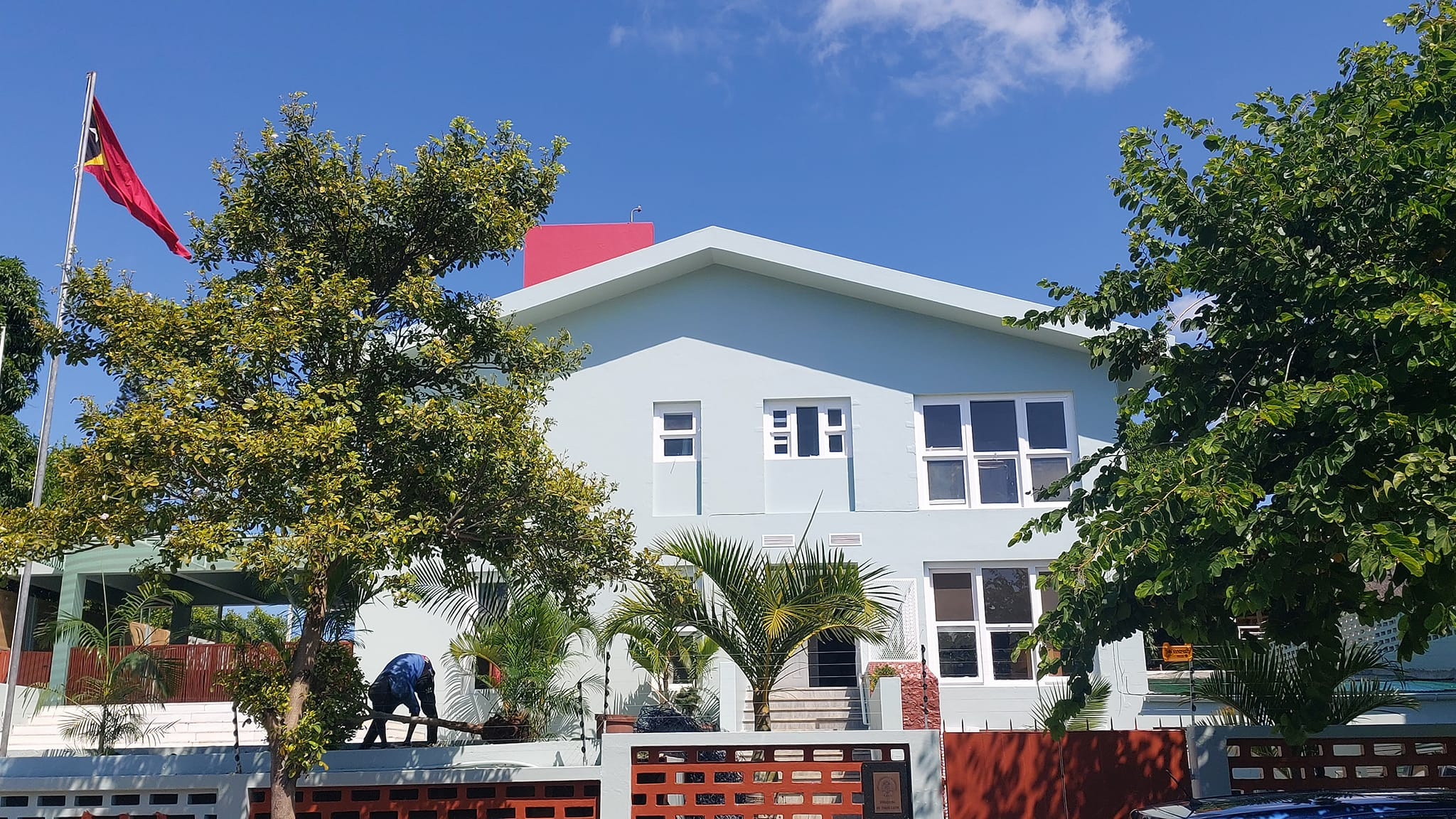
Die Botschaft Osttimors in der Av. do Arcebispado nº. 15 in Maputo

Die Botschaft von Mosambik im indonesischen Jakarta ist auch für Osttimor zuständig. Außerdem gibt es in Dili ein Honorarkonsulat in der Avenida Mártires da Pátria.
Mosambik war das erste Land Afrikas, in dem der neue Staat Osttimor eine offizielle Botschaft einrichtete. Sie wurde am 13. April 2004 durch Osttimors Außenminister José Ramos-Horta eröffnet. Marina Ribeiro Alkatiri, die Ehefrau von Marí Alkatiri, der zu diesem Zeitpunkt Premierminister war, wurde zunächst stellvertretend Botschafterin Osttimors. Am 24. Juni 2009 wurde Marina Alkatiri offizielle Botschafterin ihres Landes.

## Einreisebestimmungen
Osttimoresen erhalten bei der Einreise in Mosambik ein Visum.

## Wirtschaft
Für 2018 gibt das Statistische Amt Osttimors keine Handelsbeziehungen zwischen Mosambik und Osttimor an.